# Meloe subsetosus
Meloe subsetosus là một loài bọ cánh cứng trong họ Meloidae. Loài này được Reitter miêu tả khoa học năm 1895.